# Роберт Валтнер
Роберт Валтнер (мађ. Róbert Waltner; Капошвар, 20. септембар 1977) је бивши мађарски фудбалер који је играо на позицији нападача. Био је најбољи стрелац мађарског фудбалског првенства у сезони  2007/08.

## Клупска каријера
Валтнер је био нападач током своје играчке каријере, а највише се памти по томе што је представљао Залаегерсег током три различита периода и најбољи је стрелац клуба свих времена са 92 лигашка гола.
Био је део Залаегерсега који је освојио титулу прве лиге у сезони 2001/02, под менаџером Петером Божиком. У трећем колу квалификација УЕФА Лиге шампиона 2002/03, Валтнер је био део тима Залаегерсега који се суочио са енглеским великаном Манчестер јунајтедом. У првој утакмици, ЗТЕ је пружио одличну игру и победио са 1 : 0 голом Беле Копларовића у последњем минуту сусрета, али су у узвратном сусрету уверљиво изгубили, тако да нису прошли даље.

## Репрезентација
У периоду између 1998. и 2004. године у репрезентацији се појавио укупно шест пута, али није успео да постигне гол.

## Остварења

### Клуб
Залаегерсег
- НБ I:
  - шампион: 2001/02
- Суперкуп Мађарске у фудбалу: 
  - финалиста: 2002]

Бока Јуниора
- Копа либертадорес:
  - победник: 2003.
- Интерконтинентални куп:
  - победник: 2003.

### Индивидуално
- Најбољи стрелац Мађарске лиге: (1): 2007/08. (24. гола)